# I See Stars
I See Stars ist eine Post-Hardcore-Band aus Warren, Michigan, die seit 2005 besteht. Ihre Musik wird von Trance-Elementen begleitet, deswegen kann der Musikstil auch dem Trancecore zugeordnet werden.

## Geschichte
Die beiden Alben 3-D (2009) und The End of the World Party (2011) wurden bei Sumerian Records veröffentlicht. Zuvor erschien eine EP mit dem Titel Green Light, Go! (2007) in Eigenregie. Sowohl 3-D als auch The End of the World Party erreichten jeweils Charteinträge in den amerikanischen Charts.
I See Stars bestehen derzeit aus Devin Oliver (Gesang), Brent Allen (Gitarre), Jimmy Gregerson (Gitarre), Jeff Valentine (Bass), Andrew Oliver (Schlagzeug) und Zach Johnson (Keyboard, Gesang). Johnson wurde 2009 durch Chris Moore, welcher auch schon bei We Came as Romans spielte, ersetzt. Ein Jahr später kehrte Johnson zur Gruppe zurück.
Die Gruppe tourte im Oktober 2009 bereits mit The Word Alive, Madina Lake und Silverstein. Auch spielte I See Stars mit Attack Attack!, Breathe Carolina, Asking Alexandria und Bury Tomorrow im Rahmen der „The Artery Foundation Across the Nation Tour“, die zwischen dem 3. März 2010 und dem 4. April 2010 durch die gesamten USA führte.
Auch 2012 unternahm die Band eine Europatour mit The Word Alive, For the Fallen Dreams und Upon a Burning Body. Im August wurden die Musiker und Mitglieder der Crew der Band wegen Drogenbesitz verhaftet.
Im Frühjahr 2013 nahm man mit Tim Lambesis von As I Lay Dying, Mattie Montgomery von der christlichen Metalcore-Band For Today und Frankie Palmeri von Emmure ein Cover des Bane-Songs Can We Start Again auf. Am 22. Oktober 2013 veröffentlichte die Band ihr viertes Album New Demons.
Am 17. Juni 2016 folgte das Album Treehouse.

## Diskografie

### EPs
- 2007: Green Light, Go!

### Alben
- 2009: 3-D (Sumerian Records)
- 2011: The End of the World Party (Sumerian Records)
- 2012: Digital Renegade (Sumerian Records)
- 2013: New Demons (Sumerian Records)
- 2016: Treehouse (Sumerian Records)

## Musikvideos
- 2009: What This Means to Me
- 2010: 3-D
- 2010: The Common Hours
- 2011: The End of the World Party
- 2011: Glow
- 2012: Filth Friends Unite
- 2013: Murder Mitten
- 2016: Break
- 2016: Running with Scissors
- 2016: Calm Snow